# Santiago Agrelo Martínez
Mons. Santiago Agrelo Martínez, O.F.M. (* 20. června 1942, Asados) je španělský římskokatolický duchovní, františkán a emeritní arcibiskup Tangeru.

## Život
Narodil se 20. června 1942 v Asados.
Studoval v nižším františkánském semináři v Herbónu a vstoupil do noviciátu františkánů. Pokračoval v teologickém a filosofickém studiu v Teologátu františkánů v Ponteareasu. Studoval také na Papežské univerzitě v Salamance. Následně odešel do Říma, kde se na Papežském ateneu svatého Anselma věnoval studiu liturgiky.
Dne 23. prosince 1963 složil své věčné sliby a 13. srpna 1966 byl vysvěcen na kněze.
Stal se profesorem liturgiky na Papežské univerzitě Antonianum v Římě a následně na Teologickém institutu v Santiago de Compostela. Byl jmenován spirituálem nižšího františkánského semináře v Herbónu. Byl zodpovědný za formaci v Santiagu. Zastával také funkci provinčního sekretáře, provinčního vikáře a moderátora formace.
Byl ustanoven generálním vizitátorem františkánské provincie v Portugalsku a univerzity Antonianum. Stal se ekonomem františkánské provincie Santiago. Zastával také funkce ve farnostech.
Dne 11. dubna 2007 jej papež Benedikt XVI. jmenoval arcibiskupem Tangeru. Dne 17. června 2007 byl vysvěcen na kněze. Světiteli byli kardinál Carlos Amigo Vallejo, arcibiskup Antonio Sozzo a arcibiskup Vincent Landel.
Dne 24. května 2019 přijal papež František jeho rezignaci na post arcibiskupa z důvodu dosažení kanonického věku 75 let.